# Bouillet (cépage)
Pour les articles homonymes, voir Bouillet.
Le bouillet est un cépage français de raisins rouges.

## Origine et répartition géographique
Il provient du Sud-Ouest de la France. Il a été souvent assimilé au jurançon noir avant d'être décrit par Paul Truel.
Il est classé recommandé dans le département Lot-et-Garonne et autorisé dans le département Dordogne. En 1998, il couvrait moins de 20 ha contre 176 hectares en 1958.

## Caractères ampélographiques
- Extrémité du jeune rameau épanoui, cotonneux blanc parfois à faible liseré carminé.
- Jeunes feuilles duveteuses, petites plages bronzées.
- Feuilles adultes, orbiculo-réniforme à cinq lobes avec des sinus latéraux supérieurs assez profonds, un sinus pétiolaire en U ouvert, des dents anguleuses et petites, un limbe aranéeux-pubescent en dessous.

## Aptitudes culturales
La maturité est de deuxième époque tardive: 25 jours après le Chasselas.
C'est un cépage de bonne vigueur et de bonne productivité.

## Potentiel technologique
Les grappes sont de taille moyenne et les baies sont moyennes. La grappe est cylindrique et compacte. Le cépage est sensible à la pourriture grise.
Il donne un vin rouge peu coloré et souvent acide.

## Synonymes
Le bouillet est connu sous les noms de bouiller noir, fouine, mondeuse noir, plant dame noir, plant de Mérille ou quillard.